# Кавендиш, Эндрю, 11-й герцог Девонширский
Эндрю Роберт Бакстон Кавендиш, 11-й герцог Девонширский (англ. Andrew Robert Buxton Cavendish, 11th Duke of Devonshire; 2 января 1920 — 3 мая 2004) — британский аристократ, консервативный, затем социал-демократический политик. Он именовался лордом Эндрю Кавендишем  с 1920 по 1944 год и маркизом Хартингтоном с 1944 по 1950 год.
Он был министром в правительстве премьер-министра Гарольда Макмиллана (его дяди по браку), но больше всего известен тем, что открыл Чатсуорт-хаус для публики. Его невесткой была Кэтлин Кеннеди, сестра президента США Джона Кеннеди и сенаторов США Роберта Кеннеди и Теда Кеннеди.

## Ранняя жизнь

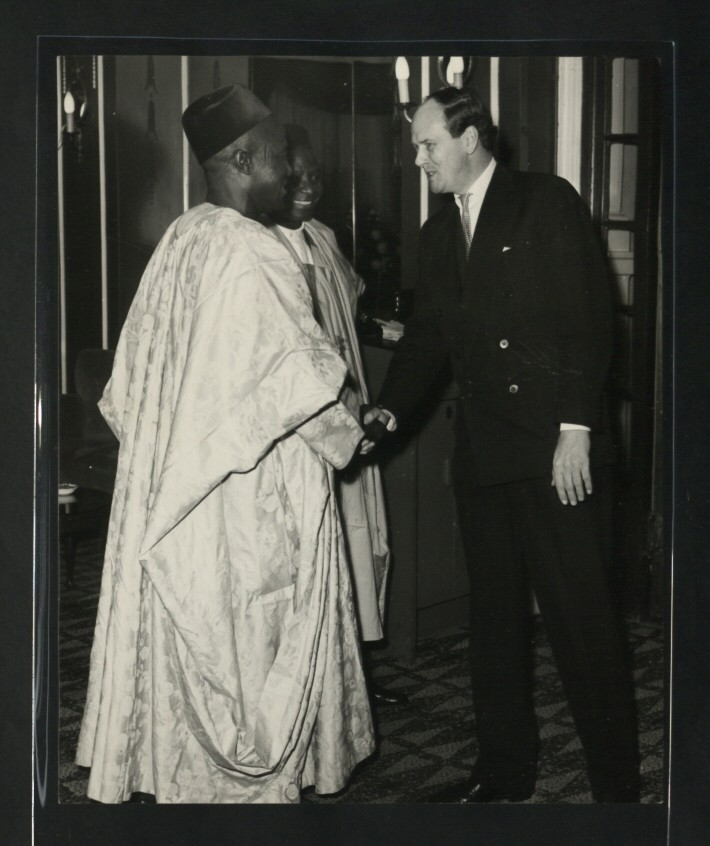
Эндрю Кавендиш на приеме, устроенном Генеральным агентом по Северной Нигерии

Родился 2 января 1920 года в Лондоне. Второй сын Эдварда Кавендиша, 10-го герцога Девонширского (1895—1950), и Мэри Кавендиш, герцогини Девонширской (1895—1988), бывшей Мэри Элис Гаскойн-Сесил, дочери Джеймса Гаскойн-Сесила, 4-го маркиза Солсбери. Он получил образование в школе Ладгроув, Итонском колледже и Тринити-колледже в Кембридже. Его старший брат, Уильям Кавендиш, маркиз Хартингтон (1917—1944), был очевидным наследником герцогства.

## Карьера

### Военная служба
Эндрю Кавендиш служил в британской армии во время Второй мировой войны. Пройдя подготовку в офицерской школе, он был зачислен в Колдстримскую гвардию в качестве второго лейтенанта 2 ноября 1940 года. 7 декабря 1944 года, будучи в звании исполняющего обязанности капитана, он был награжден Военным крестом «в знак признания доблестных и отличившихся заслуг в Италии» . Это произошло 27 июля 1944 года, когда его рота была отрезана на 36 часов в тяжелом бою под Страдой, Италия. В конце войны он получил чин майора.
В дальнейшем он занял ряд почетных должностей в британской армии. 2 декабря 1953 года он был назначен почетным полковником Территориального армейского подразделения Королевского артиллерийского полка. 2 октября 1981 года он был назначен почетным полковником Корпуса подготовки офицеров Манчестерского и Солфордского университетов. Он отказался от этого назначения 2 января 1985 года.

### Политическая карьера
Эндрю Кавендиш безуспешно баллотировался как национал-либеральный кандидат от Честерфилда на всеобщих выборах 1945 года и как консерватор на то же место в 1950 году. Он был мэром Бакстона с 1952 по 1954 год. С 1960 по 1962 год он занимал пост парламентского заместителя министра по делам Содружества, с 1962 по 1963 год — государственного министра по делам Содружества, с 1963 по 1964 год — министра по делам колоний. Он однажды сказал, что эти назначения его дядей, Гарольдом Макмилланом, тогдашним премьер-министром, были «величайшим актом непотизма когда-либо».
Он вступил в Социал-демократическую партию (SDP) вскоре после ее основания в 1981 году. Сторонник Дэвида Оуэна, которого он позже назвал «лучшим из них», Кавендиш решил остаться с остатками «продолжающей SDP» после того, как большинство членов партии проголосовали за слияние с Либеральной партией в 1988 году. Позднее он сидел в качестве независимого депутата во время своих редких выступлений в Палате лордов.

### Другие занятия
Герцог Девонширский следовал семейной традиции владения скаковыми лошадьми, самой известной из которых была «Парк-Топ», тема первой опубликованной книги герцога «Роман о дерне: Парк-Топ», вышедшей в 1976 году. Его автобиография «Случайности судьбы» была опубликована незадолго до его смерти в 2004 году. За эти годы герцог не раз ссорился с бродягами, гулявшими по тропинкам близ Чатсуорта. Однако в конце концов, в 1991 году, он подписал соглашение с Управлением национального парка Пик, открыв 1300 акров земли (5 км2) из своего имения простым обывателям. Он сказал, что всем «добро пожаловать в мой задний сад». Владения герцога были обширны. В дополнение к Чатсуорту он также владел замком Лисмор в Ирландии и аббатством Болтон в Северном Йоркшире. Он также владел книжным магазином «Хейвуд-Хилл» и джентльменским клубом «Праттс».
Он был крупным коллекционером современного британского искусства, особенно известным своим покровительством Люциану Фрейду. Он был одним из основателей и главным покровителем Фонда «Следующий век», в качестве которого принимал частные Чатсуортские переговоры между представителями правительств Арабского мира и Израиля. Герцог числился под номером 73 в богатом списке самых богатых людей Великобритании Sunday Times Sunday Times в 2004 году.

## Семья

11-й герцог Девонширский, фотограф Аллан Уоррен

### Брак

Дебора Вивьен Кавендиш, герцогиня Девонширская (1920—2014), супруга Эндрю Кавендиша, 11-го герцога Девонширского

19 апреля 1941 года лорд Эндрю Кавендиш женился на достопочтенной Деборе Вивьен Митфорд (31 марта 1920 — 24 сентября 2014), одна из сестер Митфорд в монастырской церкви Святого Варфоломея Великого в Западном Смитфилде, Лондонский сити. Она была младшей из шести дочерей Дэвида Фримен-Митфорда, 2-го барона Редесдейла (1878—1958), и Сидни Боулз (? — 1963).
Трое из шести детей супругов умерли вскоре после рождения, а внебрачные связи герцога стали достоянием общественности после того, как он выступил в качестве свидетеля на суде по делу о краже со взломом и был вынужден признать под присягой, что он был в отпуске с одной из молодых женщин, когда преступление произошло в его лондонском доме.
Герцог Девонширский, однако, утверждал, что успех его брака во многом объясняется терпимостью и широтой взглядов герцогини. Герцогиня, как хозяйка, была в значительной степени ответственна за успех Чатсуорта как коммерческого предприятия.

### Дети
У Кавендиша и его жены было шестеро детей, трое из которых умерли в младенчестве. Трое оставшихся в живых детей — сын Перегрин Кавендиш, 12-й герцог Девонширский, и две дочери, леди Эмма Кавендиш и леди София Кавендиш.
- Марк Кавендиш (родился и умер 14 ноября 1941 года)
- Леди Эмма Кавендиш (род. 26 марта 1943 года), муж с 3 сентября 1963 года достопочтенный Тобиас Теннант (род. 1941), сын Кристофера Грея Теннанта, 2-го барона Гленконнера. У них трое детей (включая Стеллу Теннант) и десять внуков
- Перегрин Кавендиш, 12-й герцог Девонширский (род. 27 апреля 1944), женился на Аманде Хейвуд-Лонсдейл 28 июня 1967 года. У них трое детей и восемь внуков.
- Лорд Виктор Кавендиш (родился и умер 22 мая 1947 года)
- Леди Мэри Кавендиш (родилась и умерла 5 апреля 1953 года)
- Леди София Кавендиш (родилась 18 марта 1957 года), 1-й муж с 20 октября 1979 года Энтони Уильям Сидней Мерфи (развод в 1987 году), 2-й муж с 19 июля 1988 года Аластер Моррисон, 3-й барон Маргадейл (род. 1958). Супруги развелись, у них двое детей. В третий раз София вышла замуж за Уильяма Топли 25 ноября 1999 года.

В декабре 1946 года у герцогини случился выкидыш. Если бы ребенок родился, то это был бы близнец Виктора Кавендиша, родившегося в 1947 году.

## Наследование

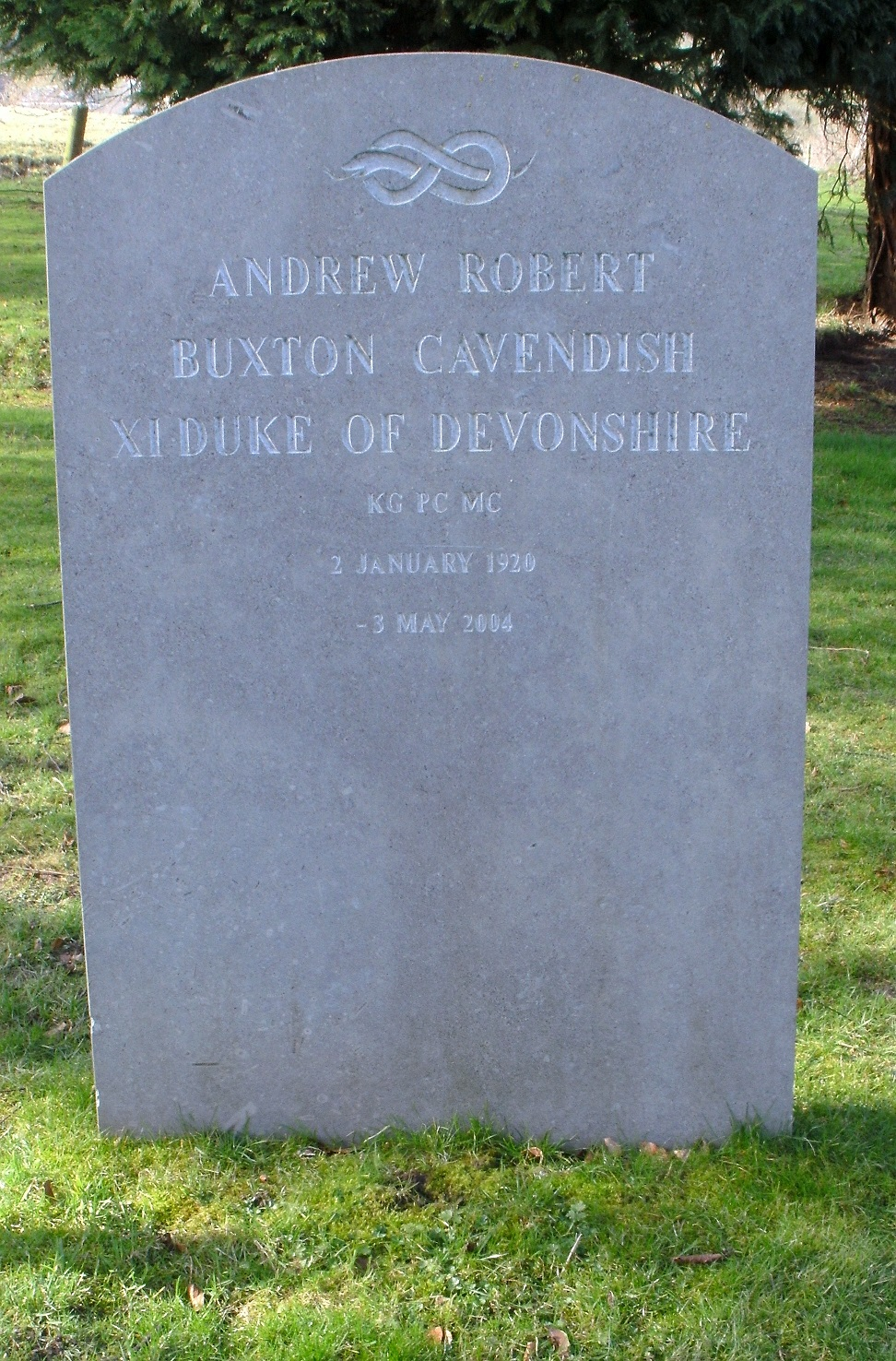
Кладбище Святого Петра в Эденсоре — могила Эндрю Кавендиша, 11-го герцога Девонширского (1920—2004)

Старший брат Кавендиша Уильям Кавендиш, маркиз Хартингтон (1917—1944), которому предстояло унаследовать титул герцога Девонширского, был убит в бою в самом конце Второй мировой войны. Со смертью Уильяма Эндрю стал наследником и получил титул маркиза Хартингтона, который он носил с 1944 по 1950 год.
Дядя Кавендиша, лорд Чарльз Кавендиш (1905—1944), умер в возрасте 38 лет в результате алкоголизма. Лорд Чарльз завещал замок Лисмор Эндрю после повторного брака жены Чарльза, Адель Астер, в 1947 году.
10-й герцог Девонширский скончался от сердечного приступа во время посещения Истборна в ноябре 1950 года, и Эндрю, который в то время находился в Австралии, унаследовал титул. Герцог Девонширский умер, находясь под наблюдением предполагаемого серийного убийцы доктора Джона Бодкина Адамса, который был его врачом во время посещения Истборна. Никакого надлежащего полицейского расследования по факту смерти так и не было проведено, но Кавендиш позже сказал: «Возможно, следует отметить, что этот врач не был назначен присматривать за здоровьем двух моих младших сестер, которые тогда были подростками»; Адамс имел репутацию ухаживающего за пожилыми пациентами, чтобы получить завещание.
Эндрю Кавендиш унаследовал поместье, но также и счет по налогу на наследство в размере 7 миллионов фунтов стерлингов (242 миллиона фунтов стерлингов в 2019 году), что составляет почти 80 процентов стоимости поместья . Для этого герцогу пришлось продать множество предметов искусства и антиквариата, в том числе несколько картин Рембрандта, Ван Дейка и Рафаэлло Сантиса, а также тысячи акров земли.
Герцог похоронен на кладбище церкви Святого Петра в Эденсоре — на территории Чатсуорта.
В 1996 году герцог Девонширский стал кавалером Ордена Подвязки.
3 мая 2004 года 84-летний Эндрю Кавендиш, 11-й герцог Девонширский, скончался в Чатсуорт-хаусе. Ему наследовал его единственный выживший сын, Перегрин Кавендиш, 12-й герцог Девонширский.

## Титулатура
- 11-й герцог Девонширский (с 26 ноября 1950)
- 11-й маркиз Хартингтон, Дербишир (с 26 ноября 1950)
- 14-й граф Девонширский (с 26 ноября 1950)
- 6-й граф Берлингтон (с 26 ноября 1950)
- 14-й барон Кавендиш из Хардвика, Дербишир (с 26 ноября 1950)
- 6-й барон Кавендиш из Кейли, Йоркшир (с 26 ноября 1950)

## Биография
- writing as The Duke of Devonshire: A Romance of the Turf: Park Top (2000 edition ISBN 0-7195-5482-9)
- writing as Andrew Devonshire: Accidents of Fortune [Autobiography] (2004) ISBN 0-85955-286-1